# Frettecuisse
Frettecuisse är en kommun i departementet Somme i regionen Hauts-de-France i norra Frankrike. Kommunen ligger i kantonen Oisemont som tillhör arrondissementet Abbeville. År 2022 hade Frettecuisse 70 invånare.

## Befolkningsutveckling
Antalet invånare i kommunen Frettecuisse
| Referens: INSEE |